# Papiria tabellaria
La lex Papiria tabellaria va ser una antiga llei romana aprovada a proposta de Gai Papiri Carbó, tribú de la plebs l'any 132 aC quan eren cònsols Publi Popil·li Laenes i Publi Rupili. Manava usar les tauletes (Tabellae) per votar quan es volia aprovar una llei.